# Il sogno dei miei vent'anni
Il sogno dei miei vent'anni (Just for You) è un film statunitense del 1952 diretto da Elliott Nugent.